# ハリスコドロガメ
ハリスコドロガメ（学名：Kinosternon chimalhuaca）は、ドロガメ科ドロガメ属に分類されるカメ。

## 分布
メキシコ（コリマ州、ハリスコ州）固有種

## 形態
最大甲長15.7cm。メスよりもオスの方が大型になり、メスは最大でも甲長12.7cm。背甲は扁平で、上から見ると卵型。椎甲板と肋甲板にあまり発達しない筋状の盛り上がり（キール）がある。第1椎甲板は第2縁甲板に接しないことが多い。背甲の色彩は緑褐色や褐色で、甲板の継ぎ目（シーム）に沿って暗色の斑紋が入る個体もいる。腋下甲板と鼠蹊甲板は接する。腹甲は小型。蝶番は発達するが、腹甲板と股甲板の継ぎ目より後方の腹甲（後葉）が小型なため後肢を収納しても隙間ができる。腹甲の色彩は黄色や褐色。
上顎の先端は鉤状になる。後肢の内側には大型の鱗は無い。尾の先端には大型の鉤状の鱗がある。
卵は長径2.9-3.7cm。短径1.7-1.8cm。オスは後葉が小型で、逆に頭部は大型。

## 分類
形態から属内ではオアハカドロガメやサラドロガメに最も近縁とされる。

## 生態
水生植物の繁茂する池沼等に生息する。
食性は雑食で、昆虫類、甲殻類、貝類、水生植物、デトライタス等を食べる。
繁殖形態は卵生。飼育下では1回に2-5個の卵を産んだ例がある。野生下では甲長10cm程（オスは生後5-7年、メスは生後7-8年）で性成熟するとされる。

## 人間との関係
ペットとして飼育されることがあり、日本にも輸入されている。メキシコ国内に分布する爬虫類の輸出が法律により厳しく制限されているため、流通は極めて稀。